# Meizu MX4
Meizu MX4 è un telefono cellulare di Meizu. È stato presentato il 2 settembre 2014 e venduto in Cina dal 20 settembre e ad Hong Kong dal 22 settembre.
Esistono due versioni: una con piattaforma Android e una con Ubuntu Touch.
La versione per Ubuntu è stata messa in vendita in Cina il 27 maggio 2015 e dal 25 giugno anche in Europa.